# Österreichisch-Philippinische Gesellschaft
Die Österreichisch-Philippinische Gesellschaft (ÖPhG) ist eine Freundschaftsgesellschaft zum Erfahrungsaustausch und der Koordination zur Darstellung der beiden Länder unter Einbeziehung der tangierten Ministerien und sonstigen Institutionen und Organisationen. Die ÖphG ist ordentliches Mitglied im Dachverband der Österreichisch-Ausländischen Gesellschaften (PaN, Partner aller Nationen).

## Geschichte
Die ÖPhG wurde am 14. Januar 2000 gegründet. Vorsitzender war von der Gründung bis 2019 Johann Stockinger, sein Nachfolger ist Wolfgang Obenaus.

## Vereinsaktivitäten
Die ÖPhG organisiert Seminare und Veranstaltungen und führt Projekte jedweder Art durch, die dem Vereinszweck dienlich sein könnten. Dazu gehört die Dokumentation der Geschichte der österreichisch-philippinischen Beziehungen und die Förderung des wissenschaftlichen Austauschs.
2017 unterstützte die ÖPhG die philippinische Botschaft in Wien bei der Publikation des Buches von  Maria Zeneida Angara Collinson et al.: Philippine-Austria Relations: 500 years. Embassy of the Republic of the Philippines in Austria, 2017. ISBN 978-3-200-05061-7.
Am 6. Dezember 2023 wurde in Wien ein Symposium zum Thema „Kolonialismuskritik im Zeitalter des Imperialismus. Über die ungewöhnliche Zusammenarbeit zwischen dem deutsch-österreichischen Gelehrten Ferdinand Blumentritt und dem philippinischen Intellektuellen José Rizal“ veranstaltet.
Seit 2023 vergibt die ÖPhG die Ferdinand-Blumentritt-Medaille für hervorragende Leistungen und persönliches Engagement im Bereich der Philippinen- und Südostasienforschung.

## Auszeichnungen
Der Dachverband aller Österreichisch-Ausländischen Gesellschaften-PaN verlieh der ÖPhG den „PAN-Preis 2000“ für das Pilotprojekt „Förderung des philippinischen Wissens- und Kulturerbes in Österreich“.

## Publikationen
- Karl von Hügel (1860): Der Stille Ocean und die spanischen Besitzungen im ostindischen Archipel.

Neuauflage durch die Österreichisch-Philippinische Gesellschaft (2002), Books, on Demand GmbH, Norderstedt, ISBN 3-8311-3933-4.